# Fosse no 13 des mines de Lens
La fosse no 13 dite Saint-Élie ou Élie Reumaux de la Compagnie des mines de Lens est un ancien charbonnage du Bassin minier du Nord-Pas-de-Calais, situé à Hulluch. Le puits est creusé du 10 juillet 1902 au 5 avril 1906, et la fosse entre en exploitation le 13 novembre 1908. Une fosse d'aérage no 13 bis est commencée le 11 septembre 1909 sur un autre carreau, à Bénifontaine. La fosse no 13 est détruite pendant la Première Guerre mondiale, et reconstruite suivant le style architectural des mines de Lens d'après-guerre. Des cités sont bâties à proximité de la fosse, principalement sur le territoire d'Haisnes.
La Compagnie des mines de Lens est nationalisée en 1946, et intègre le Groupe de Lens. La fosse no 18 - 18 bis est commencée en 1947 à quelques centaines de mètres au sud-ouest. En 1952, le Groupe de Lens fusionne avec le Groupe de Liévin pour former le Groupe de Lens-Liévin. À la mise en service du siège de concentration, la fosse no 13 cesse d'extraire, et assure l'aérage jusqu'à la fermeture de la concentration en 1976. La fosse est encore utilisée pour le démantèlement des travaux du fond, le puits est comblé en 1978, et le chevalement détruit cinq ans plus tard.
Un sondage de décompression est entrepris sur le carreau de fosse en 1992. Au début du XXIe siècle, Charbonnages de France matérialise la tête de puits no 13. Il subsiste des pans des murs d'enceinte, le logement du concierge, et les bureaux et ateliers. Les cités ont été rénovées. La cité pavillonnaire Saint-Élie a été inscrite le 30 juin 2012 sur la liste du patrimoine mondial de l'humanité.

## La fosse

### Fonçage
La Compagnie des mines de Lens ouvre sa fosse no 13 à Hulluch. L'orifice du puits est situé à l'altitude de 34 mètres. Le fonçage du puits est commencé le 10 juillet 1902 et se termine le 5 avril 1906. Le puits, d'un diamètre utile de 4,80 mètres, est maçonné en briques de l'orifice à 7,37 mètres, et est ensuite cuvelé en fonte jusqu'à la profondeur de 93,37 mètres. La venue d'eau maximale durant le fonçage a été de douze mètres cubes, à la profondeur de 23,12 mètres. Le terrain houiller est atteint à la profondeur de 142 mètres.

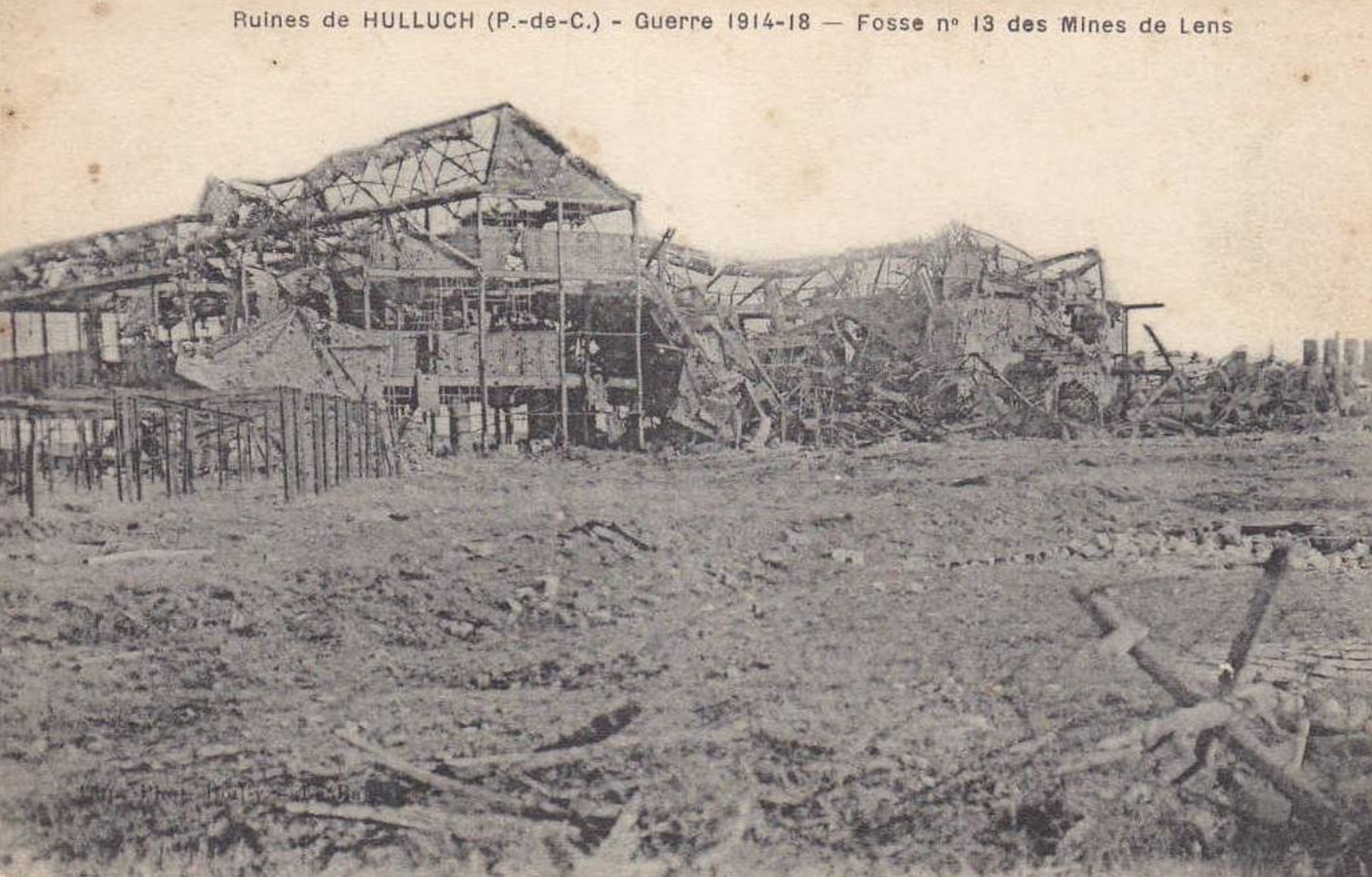
La fosse, détruite à l'issue de la Première Guerre mondiale.

La fosse est baptisée Saint-Élie en l'honneur d'Élie Reumaux.

### Exploitation
La fosse commence à extraire le 13 novembre 1908. La fosse d'aérage no 13 bis est commencée le 11 septembre 1909 à 1 663 mètres au sud-sud-est de la fosse no 13. Elle est détruite durant la Première Guerre mondiale, et ensuite reconstruite dans le style architectural des mines de Lens d'après-guerre.
La Compagnie des mines de Lens est nationalisée en 1946, et intègre le Groupe de Lens. La fosse no 18 - 18 bis est commencée en 1947 à 581 mètres au sud-ouest. Il s'agit d'un siège de concentration. En 1952, le Groupe de Lens fusionne avec le Groupe de Liévin pour former le Groupe de Lens-Liévin. La fosse no 13 cesse d'extraire en 1954, lorsque la fosse no 18 - 18 bis commence à extraire.
En plus de servir au retour d'air, à la descente du personnel et du matériel, la fosse no 13 assure l'exhaure pour elle-même, pour la fosse no 8 - 8 bis des mines de Béthune, la fosse no 6 des mines de Lens et la fosse no 18 - 18 bis, soit 800 m3 par jour. Six mineurs périssent enseveli le 21 juin 1962, lors de l'effondrement d'une galerie.
Le puits no 13 est ravalé de 668 à 800 mètres en 1968, afin d'être au même niveau que les étages en exploitation à la fosse no 18. Cette dernière ferme en 1976 et entraîne également la fermeture de la fosse no 13. Le puits est utilisé pour le démantèlement des travaux du fond, et ses 836 mètres sont remblayés en 1978. Le chevalement est détruit cinq ans plus tard.

### Reconversion
Un sondage de décompression S20 est entrepris à 157 mètres au nord-nord-est du puits du 1er juillet au 15 août 1992. D'un diamètre de quinze centimètres, il atteint la profondeur de 480 mètres,.
Au début du XXIe siècle, Charbonnages de France matérialise la tête de puits. Le BRGM y effectue des inspections chaque année. Il subsiste les bureaux et ateliers, le logement du concierge, et quelques pans des murs d'enceinte.

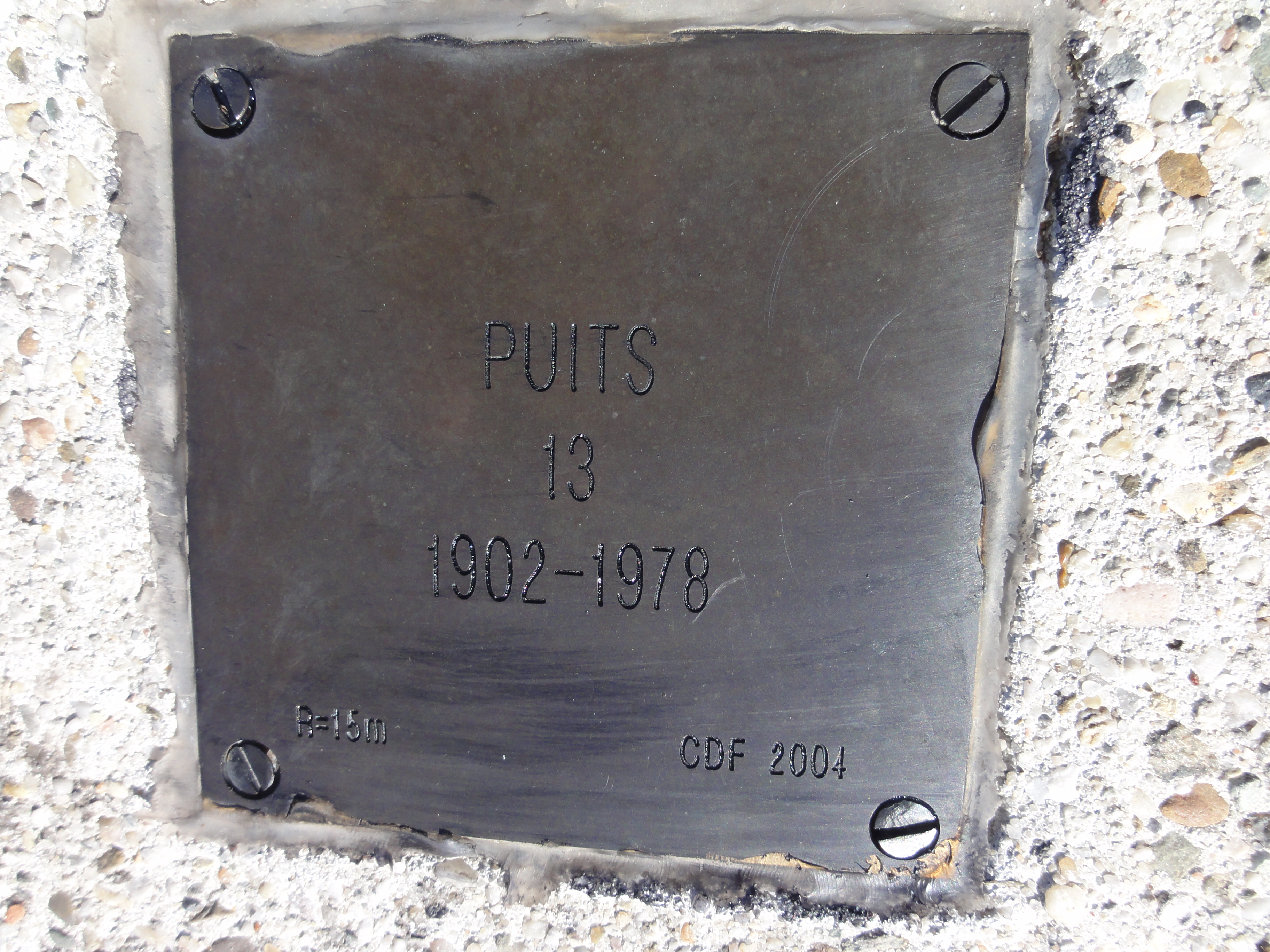
Puits no 13, 1902-1978.
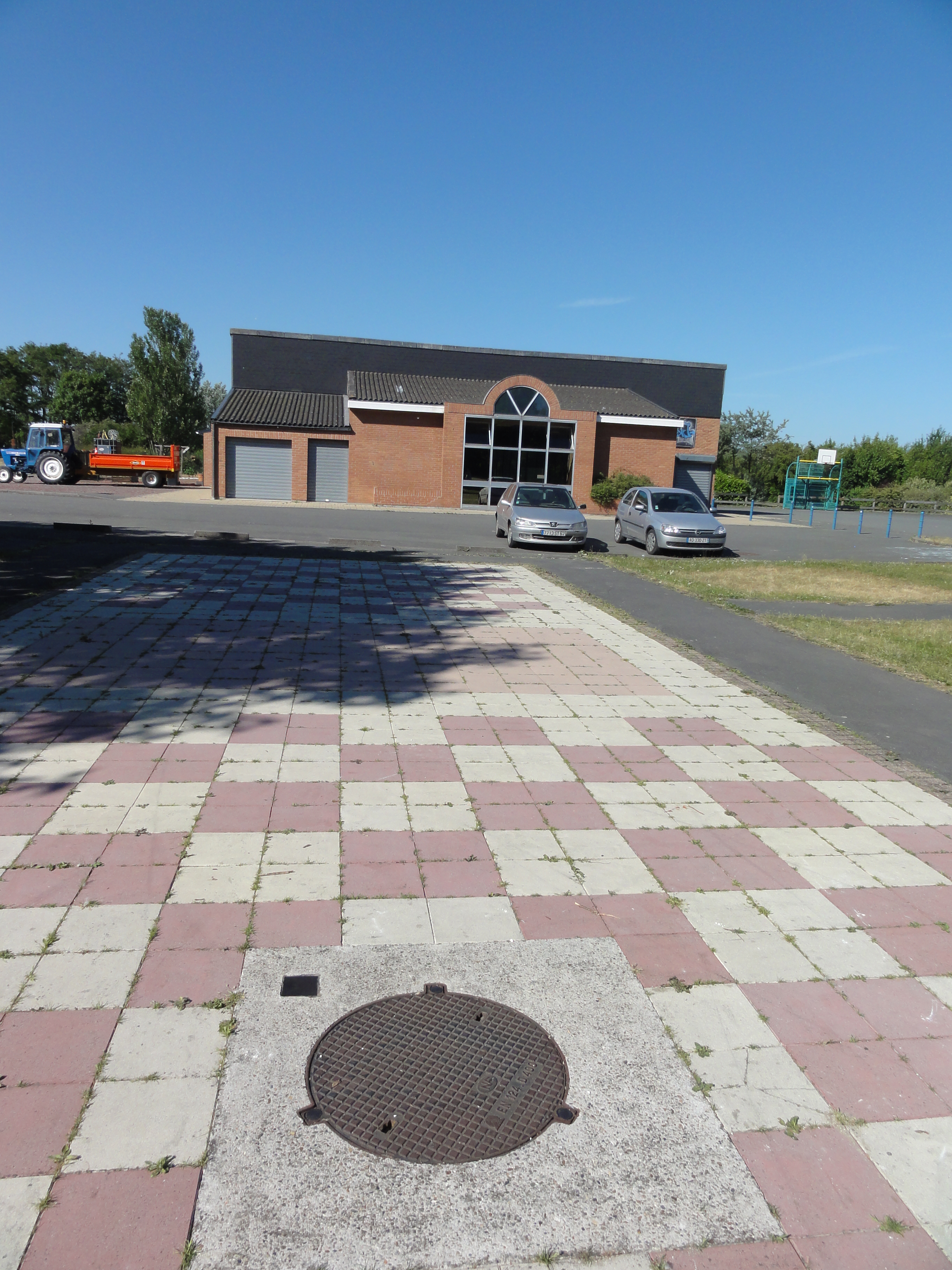
Le puits dans son environnement.
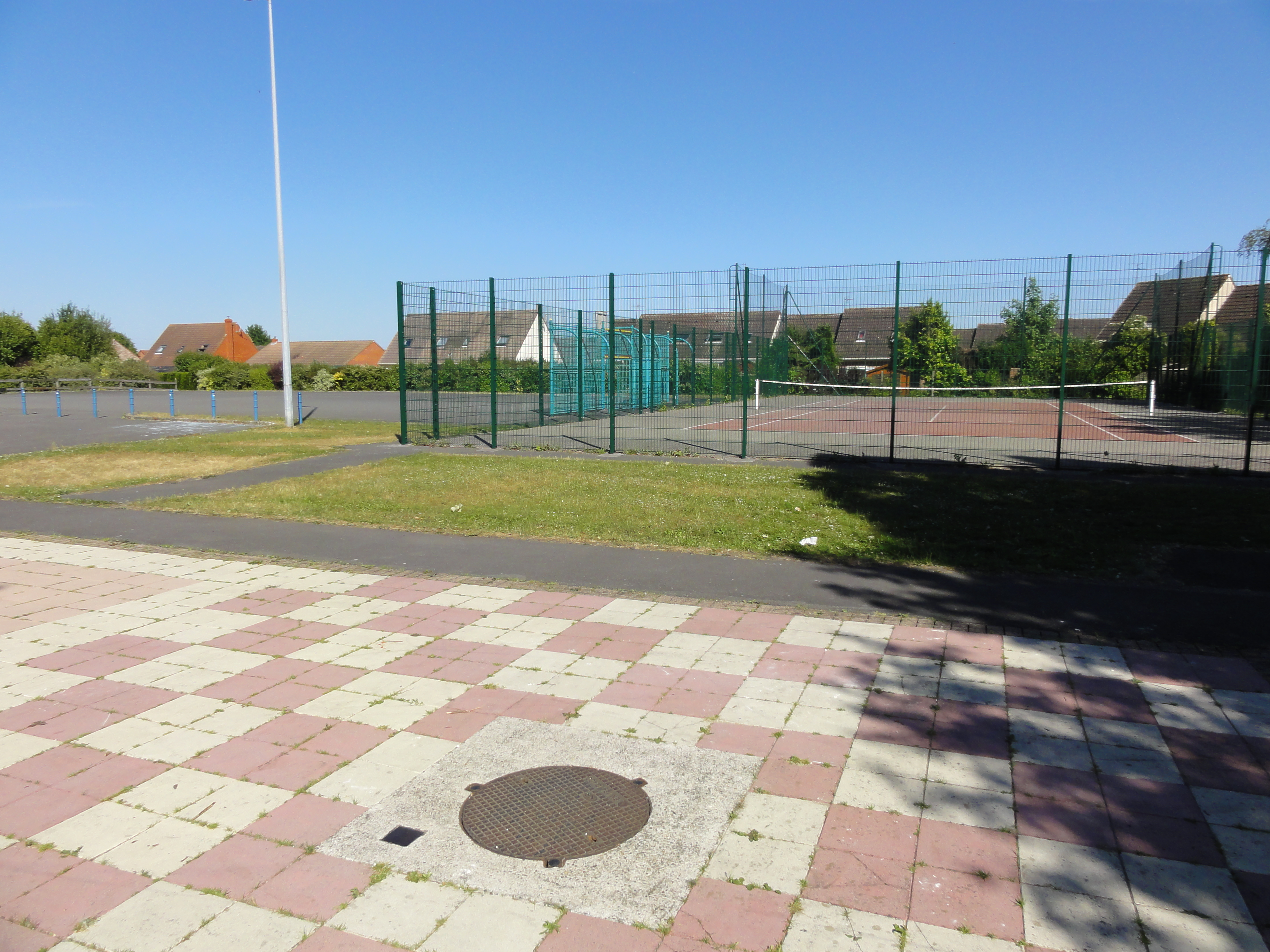
Le puits dans son environnement.
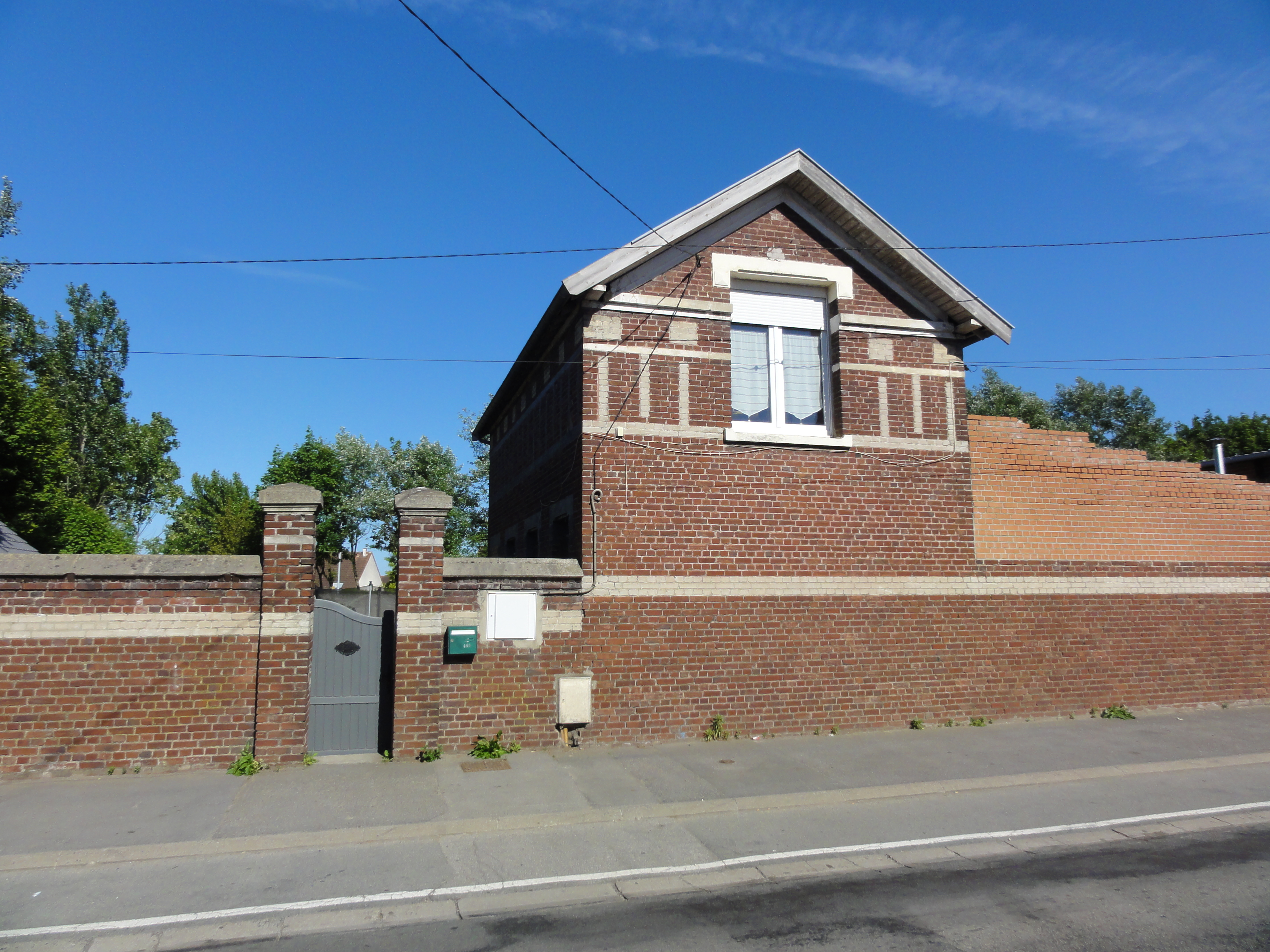
Le logement du concierge.
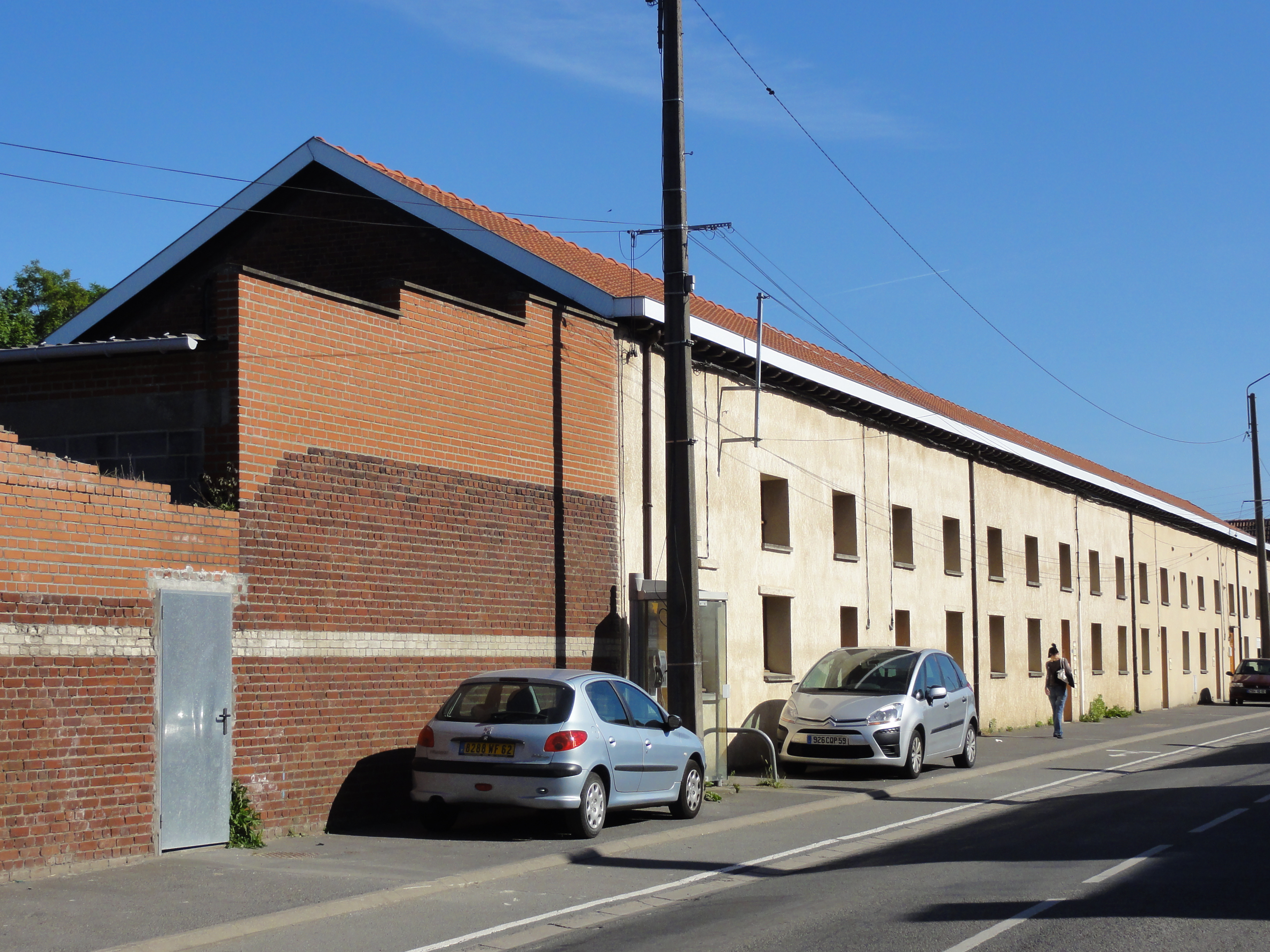
Les bureaux et ateliers.
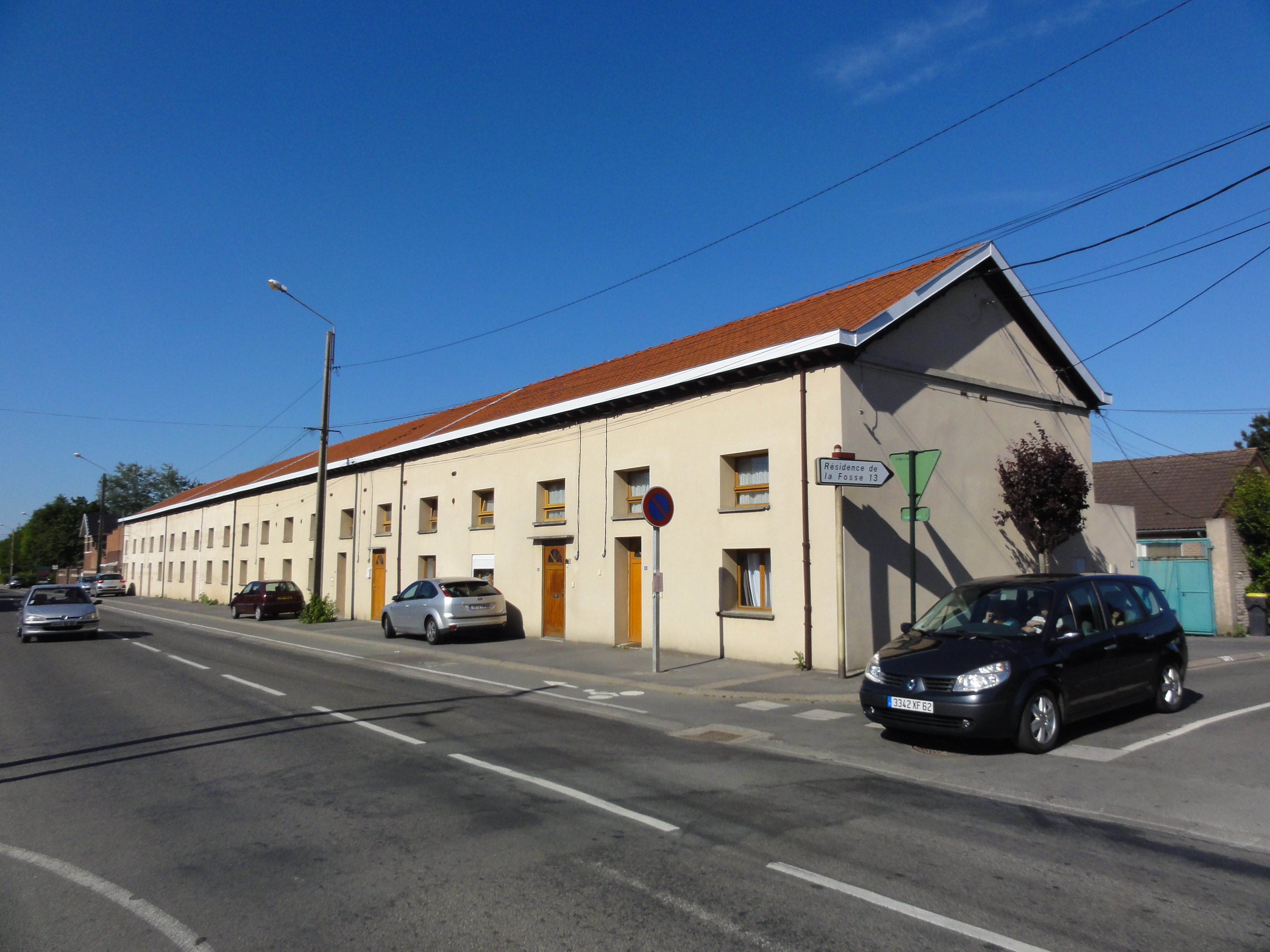
Les bureaux et ateliers.

## Les cités
Des cités ont été bâties à proximité de la fosse, sur le territoire des communes d'Hulluch et d'Haisnes. La cité pavillonnaire Saint-Élie fait partie des 353 éléments répartis sur 109 sites qui ont été inscrits le 30 juin 2012 sur la liste patrimoine mondial de l'Unesco. Elle constitue une partie du site no 63.

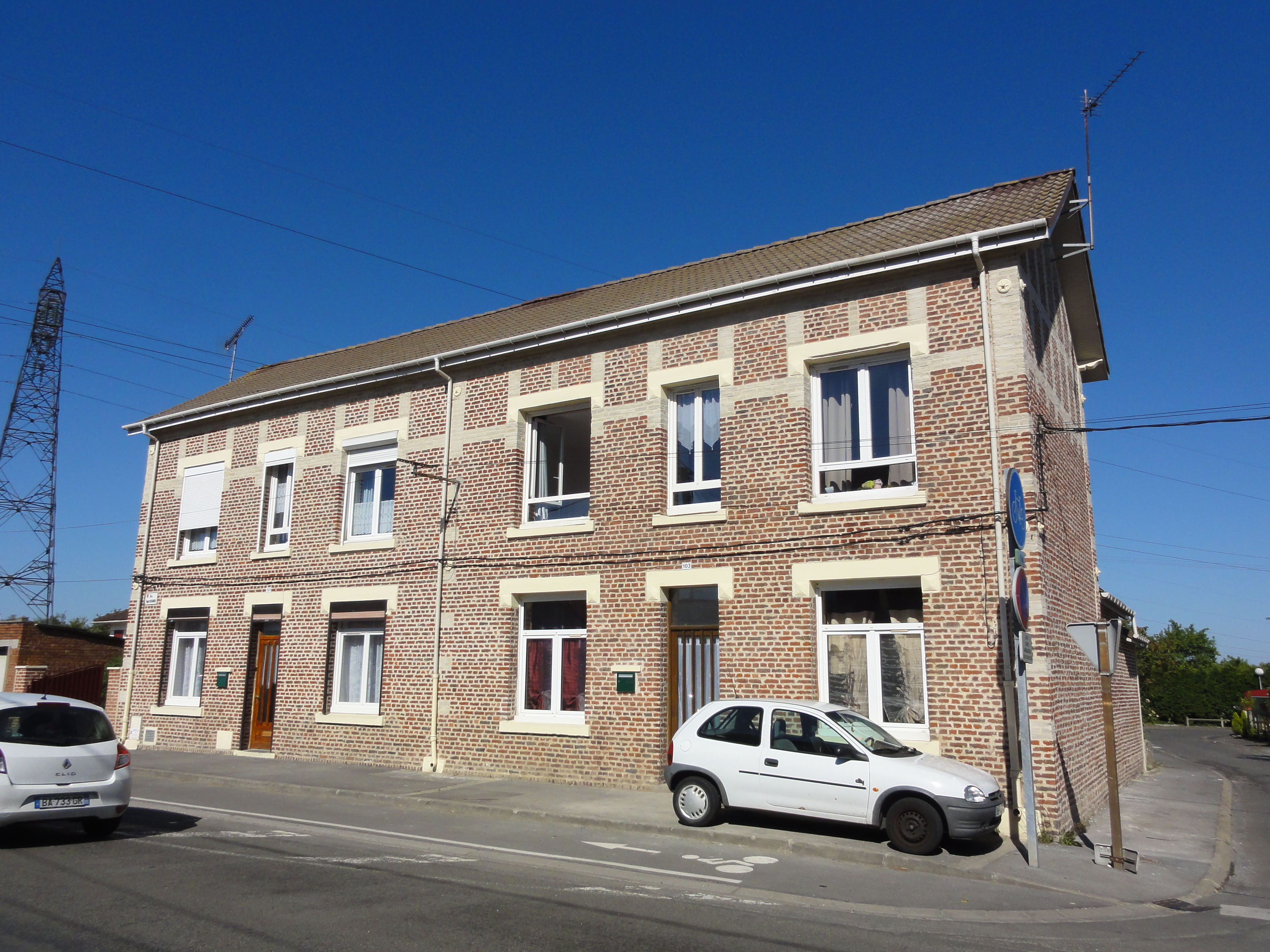
Des habitations groupées par deux.
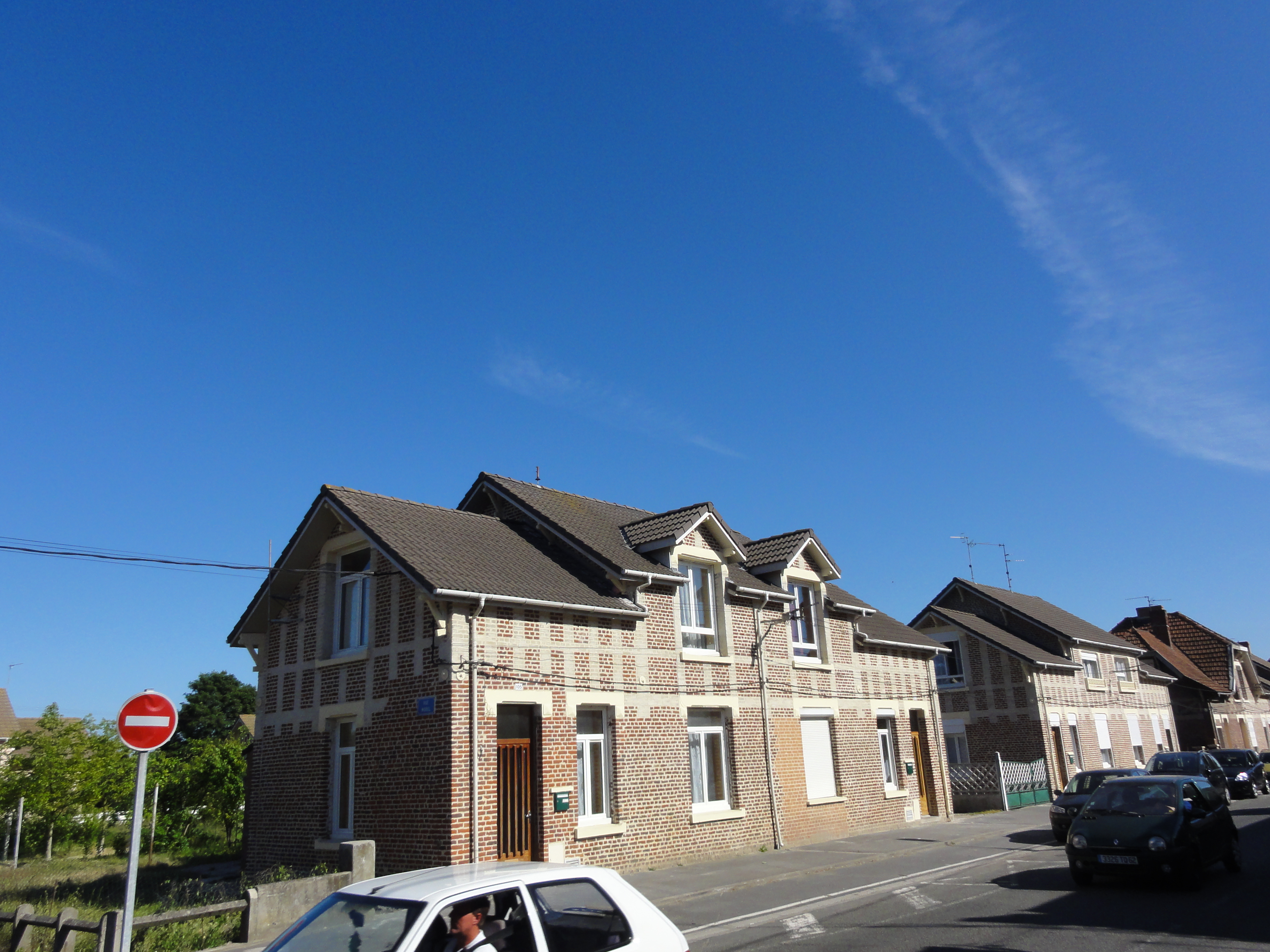
Des habitations groupées par deux.
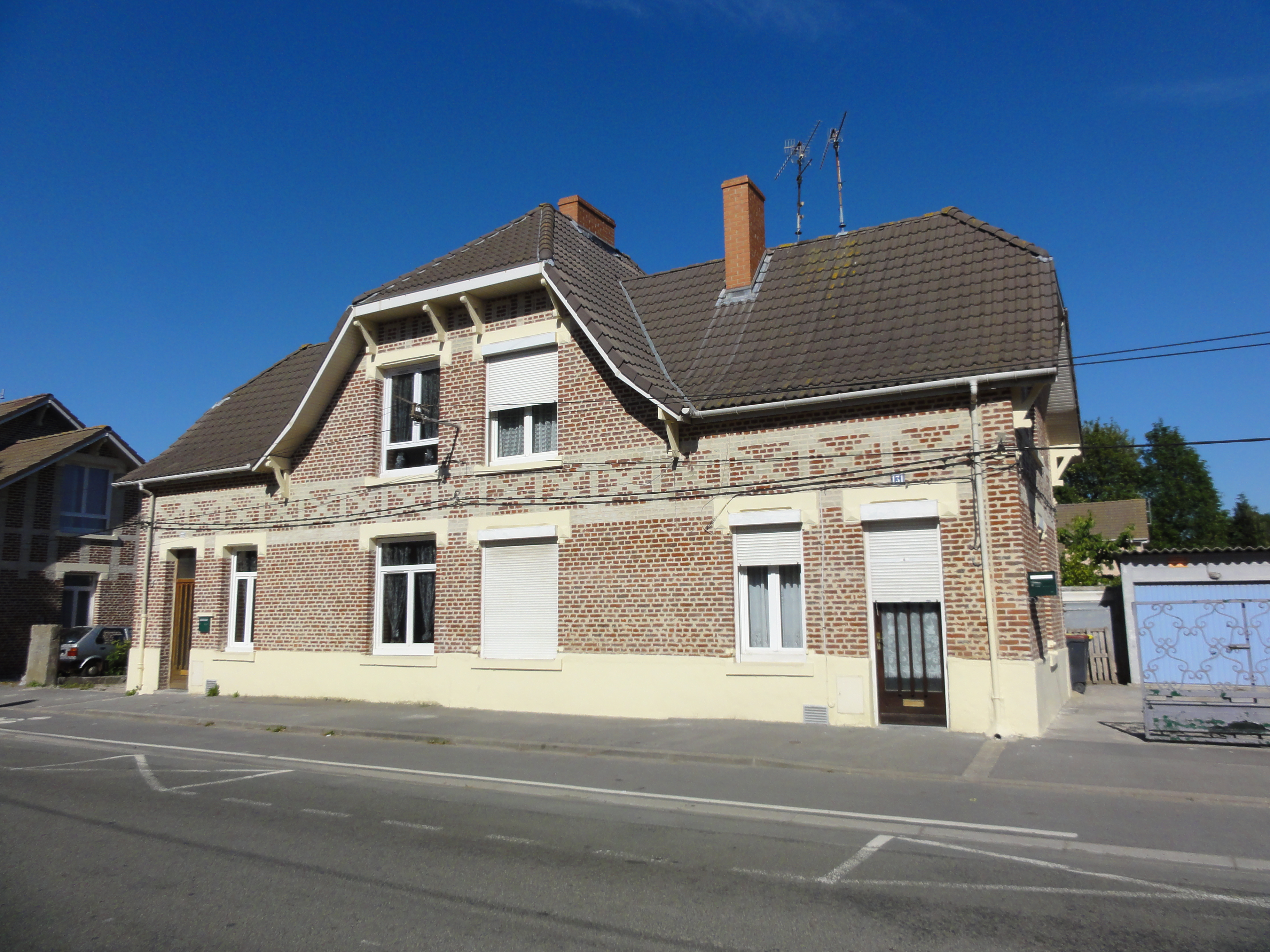
Des habitations groupées par deux.
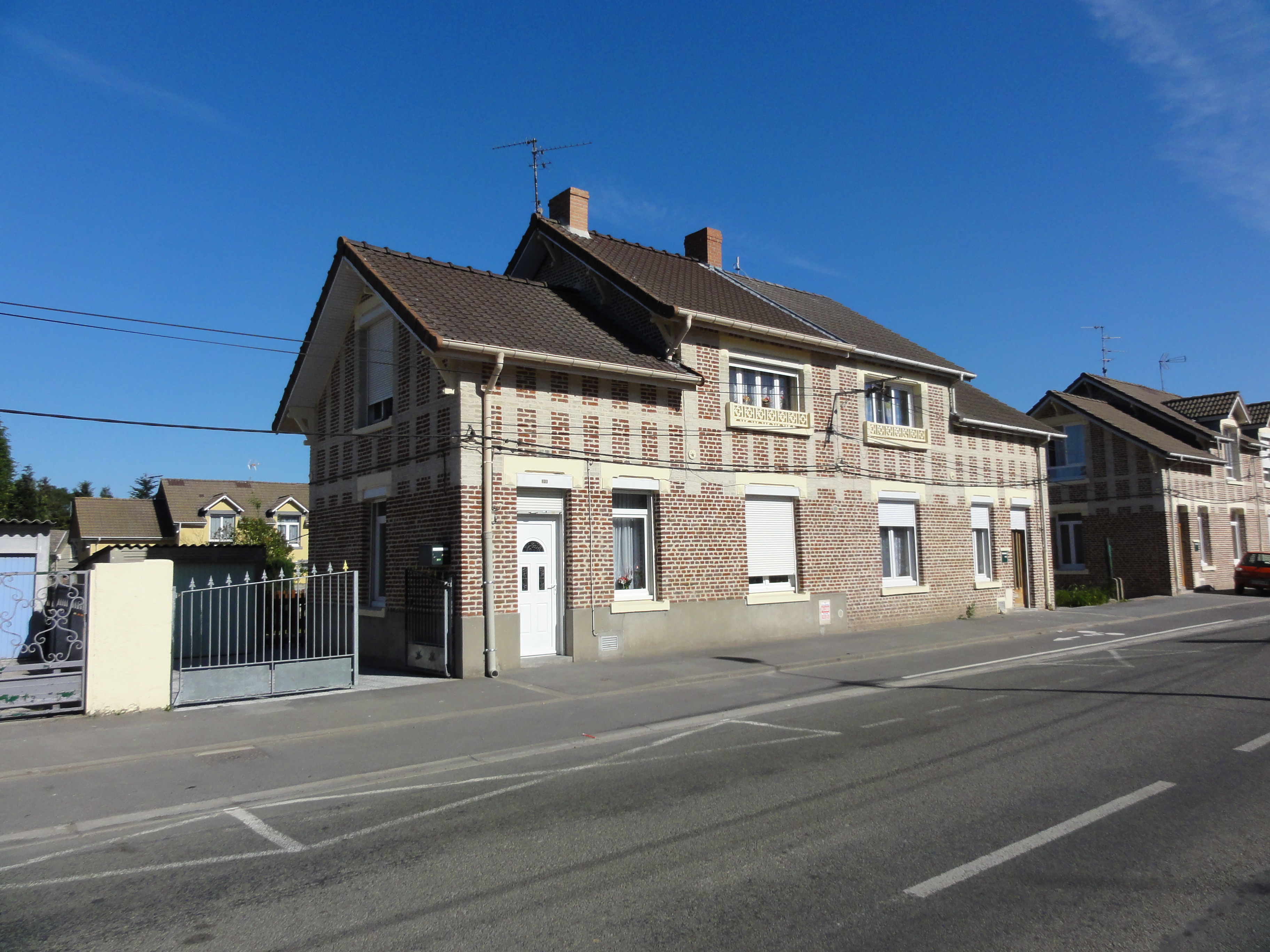
Des habitations groupées par deux.